# Galloplumbogummit
Galloplumbogummit ist ein sehr selten vorkommendes Mineral aus der Mineralklasse der „Phosphate, Arsenate und Vanadate“. Es kristallisiert im trigonalen Kristallsystem mit der chemischen Formel Pb(Ga,Al)3−xGexH1−x(PO4)2(OH)6 für 0 ≤ x ≤ 1 bzw. Pb(Ga,Al,Ge)3(PO4)2(OH)6 für x = 1, ist also chemisch gesehen ein Blei-Gallium-Phosphat mit zusätzlichen Hydroxidionen und als Vertreter der Plumbogummit-Untergruppe innerhalb der Alunit-Übergruppe dort das Ga-dominante Analogon des Plumbogummits.
Galloplumbogummit bildet farblose rhomboedrische Kristalle bis zu 0,15 mm Größe, die typischerweise eine mattweiße „gefrostete“ Hülle besitzen. Ferner wurden weiße, sphärische Aggregate beobachtet. Das Mineral wurde in millimetergroßen Hohlräumen im massiven Germanit-Renierit-Erz der „Tsumeb Mine“ in Namibia gefunden.

## Etymologie und Geschichte
Galloplumbogummit wurde bereits 2003 als Ga-dominanter Plumbogummit in der Sammlung des Mineralogischen Museums Hamburg in eine Suite von Erzstufen aus der „Tsumeb Mine“ entdeckt. Die Originalstufe war dem Museum von Professor Hermann Rose (1883–1976) vermacht worden, der 1939 Südwestafrika, das heutige Namibia, zu wissenschaftlichen Untersuchungen besucht hatte. Da sich der Prozess der Charakterisierung des neuen Minerals sehr aufwändig gestaltete, konnten die entsprechenden Untersuchungsergebnisse erst 2010 an die International Mineralogical Association (IMA) übermittelt werden, die das Mineral im gleichen Jahr unter der Nummer IMA 2010-088 anerkannte. Im Jahre 2014 wurde es von einem deutschen Forscherteam mit Jochen Schlüter, Thomas Malcherek und Boriana Mihailova im deutschen Wissenschaftsmagazin „Neues Jahrbuch für Mineralogie, Abhandlungen“ als Galloplumbogummit beschrieben. Das Mineral wurde nach seiner chemischen Zusammensetzung mit Gallium und seiner strukturellen Beziehung zu Plumbogummit benannt.
Typmaterial des Minerals (Holotyp) wird im Mineralogischen Museum der Universität Hamburg in Deutschland (Katalog-Nr. TS 531) aufbewahrt. Es handelt sich um eine Probe aus der ehemaligen Sammlung Hermann Hähnel, Hamburg, und Material von Hermann Rose.
Aus der Tsumeb Mine sind verschiedene galliumreiche Vertreter der Alunit-Übergruppe bereits seit längerer Zeit bekannt. Das galliumdominante Analogon von Beudantit ist 1996 als Gallobeudantit beschrieben worden. Ein galliumreicher Plumbogummit, der in Form von weißen, bis zu 300 μm großen Kristallen zusammen mit galliumreichem Arsenocrandallit und einem unbekannten Zn-Fe-Ga-Oxid auf Gallit-Renierit-Germanit-Erz sitzt, war bereits im Jahre 2009 vorgestellt worden.

## Klassifikation
Galloplumbogummit wurde erst 2010 als eigenständiges Mineral von der International Mineralogical Association (IMA) anerkannt und die Entdeckung erst 2014 publiziert. Eine genaue Gruppen-Zuordnung in der 9. Auflage der Strunz’schen Mineralsystematik ist daher bisher nicht bekannt. Folgt man der Nomenklatur der Alunit-Übergruppe in der Klassifikation von John L. Jambor (1999) bzw. den Empfehlungen von Peter Bayliss und Mitarbeitern (2010), lässt sich der Galloplumbogummit innerhalb der Alunit-Übergruppe am ehesten mit den Mineralen der Crandallitgruppe parallelisieren.
Da Galloplumbogummit ein enger Verwandter von Plumbogummit ist, der aufgrund seiner Zusammensetzung in der Mineralklasse der „Phosphate, Arsenate und Vanadate“ zu finden sind, wird Galloplumbogummit voraussichtlich ebenfalls dort einsortiert. Die seit 2001 gültige und von der International Mineralogical Association (IMA) verwendete 9. Auflage der Strunz’schen Mineralsystematik ordnet den Plumbogummit in die Klasse der „Phosphate, Arsenate und Vanadate“ und dort in die Abteilung der „Phosphate usw. mit zusätzlichen Anionen; ohne H2O“ ein. Diese Abteilung ist allerdings weiter unterteilt nach der Größe der beteiligten Kationen und dem Verhältnis der weiteren Anionen zum Phosphat-, Arsenat- bzw. Vanadatkomplex RO4, so dass das Mineral entsprechend seiner Zusammensetzung in der Unterabteilung „Mit mittelgroßen und großen Kationen (OH, etc.) : RO4 = 3 : 1“ zu finden ist, wo es zusammen mit Arsenocrandallit, Arsenogorceixit, Arsenogoyazit, Benauit, Crandallit, Dussertit, Gorceixit, Goyazit, Kintoreit, Philipsbornit, Plumbogummit, Segnitit und Springcreekit die Crandallitgruppe mit der System-Nummer 8.BL.10 bildet.

## Chemismus
Mittelwerte aus 14 Mikrosondenanalysen an Galloplumbogummit aus Tsumeb führten zu Gehalten von 34,45 % PbO, 0,42 % CaO, 10,19 % Al2O3, 19,64 % Ga2O3, 5,93 % GeO2, 0,20 % Fe2O3, 20,04 % P2O5, 1,71 % SO3 und 7,42 % H2O. Daraus ergab sich (auf der Basis von 14 Sauerstoffatomen pro Formeleinheit) die empirische Formel (Pb1,04Ca0,05)Σ=1,09(Ga1,41Al1,35Ge0,38Fe0,02)Σ=3,16(P1,91S0,14)Σ=2,05O8,44(OH)5,56, die zu Pb(Ga,Al)3–xGexH1–x(PO4)2(OH)6 für 0 ≤ x ≤ 1 vereinfacht wurde. Der höchste in der Probe ermittelte Galliumwert betrug 26,03 % Ga2O3, begleitet von 8,59 % GeO2. Der höchste Germaniumwert wurde mit 10,93 % GeO2 ermittelt. In einer Galloplumbogummitprobe aus dem Royal Ontario Museum in Toronto/Kanada wurde in einer Galloplumbogummitprobe aus der „Tsumeb Mine“ sogar ein Galliumgehalt von 2,28 pro Formeleinheit nachgewiesen. Insgesamt wies der in der Typpublikation untersuchte Galloplumbogummit-Kristall eine außerordentlich starke chemische Zonierung mit Substitution von Al/Ga/Ge sowie Pb/Ca und P/S auf.

## Kristallstruktur
Galloplumbogummit kristallisiert trigonal in der Raumgruppe R3m (Raumgruppen-Nr. 166) mit den Gitterparametern a = 7,083 Å und c = 16,742 Å sowie drei Formeleinheiten pro Elementarzelle.

## Eigenschaften

### Morphologie
Galloplumbogummit bildet rhomboedrische Kristalle bis zu 0,15 mm Größe, an denen neben einem trachtbestimmenden Rhomboeder I. Stellung {h0kl} und dem Basispinakoid {0001} auch ein ditrigonales Skalenoeder {hkil} oder {0kkl} nachgewiesen wurde. Daneben existieren sphärische Aggregate.

### Physikalische und chemische Eigenschaften
Galloplumbogummitkristalle sind farblos und besitzen typischerweise eine mattweiße „gefrostet“ erscheinenden Hülle. Sphärische Aggregate sind weiß. Die Strichfarbe des Galloplumbogummits ist hingegen immer weiß. Zur Durchsichtigkeit und zum Glanz des Minerals sowie zu dessen Spaltbarkeit existieren keine Angaben. Aufgrund der geringen Kristallgröße des Galloplumbogummits ließ sich weder seine Mohshärte noch die Vickershärte bestimmen. Gemessene Werte für die Dichte des Galloplumbogummits existieren nicht, die berechnete Dichte für das Mineral beträgt 4,62 g/cm³.

## Bildung und Fundorte
Galloplumbogummit entsteht als typische Sekundärbildung in einer komplexen, in Carbonatgesteinen sitzenden Cu-Pb-Zn-Erz-Lagerstätte bei der Alteration der germanium- und galliumreichen Erze. Blei, Gallium und Germanium stammen dabei aus der Zersetzung ehemaliger sulfidischer Erzminerale wie Galenit, Germanit und Renierit. Galloplumbogummit kommt in millimetergroßen Hohlräumen im Germanit-Renierit-Erz der „Tsumeb Mine“ in Namibia vor und wird von Chalkosin, Cd-reichem Sphalerit, Galenit und Pyrit begleitet (Proben im Mineralogischen Museum Hamburg). Eine Probe aus dem Royal Ontario Museum in Toronto zeigt Galloplumbogummit in weißen, sphärischen Aggregaten neben Otjisumeit auf Germanit.
Als sehr seltene Mineralbildung konnte Galloplumbogummit bisher (Stand 2016) nur von einem Fundpunkt beschrieben werden. Seine Typlokalität ist die zweite Oxidationszone der weltberühmten Cu-Pb-Zn-Ag-Ge-Cd-Lagerstätte der „Tsumeb Mine“ (Tsumcorp Mine) in Tsumeb, Region Oshikoto, Namibia.

## Verwendung
Galloplumbogummit ist aufgrund seiner Seltenheit lediglich für Mineralsammler interessant.